# Dmytro Iwanissenja
Dmytro Oleksandrowytsch Iwanissenja (ukrainisch Дмитро Олександрович Іванісеня; * 11. Januar 1994 in Krywyj Rih) ist ein ukrainischer Fußballspieler.

## Karriere

### Verein
Iwanissenja begann seine Karriere bei Schachtar Donezk, wo er es allerdings nie in den Profikader schaffte. Zur Saison 2015/16 wurde er an den Zweitligisten Illitschiwez Mariupol verliehen. Für Mariupol kam er während der Leihe zu zehn Einsätzen in der Perscha Liha. Zur Saison 2016/17 wurde er von Illitschiwez fest verpflichtet. In jener Saison kam er zu sechs Einsätzen, mit dem Klub stieg er zu Saisonende in die Premjer-Liha auf. Nach dem Aufstieg verließ er Mariupol allerdings.
Nach einem halben Jahr ohne Klub wechselte Iwanissenja im Februar 2018 nach Georgien zu Dinamo Tiflis. In der Saison 2018 kam er für Dinamo zu 33 Einsätzen in der Erovnuli Liga, in denen er drei Tore erzielte. In der Spielzeit 2019 absolvierte er 16 Partien für den Hauptstadtklub, ehe er während der laufenden Saison im Juli 2019 in die Ukraine zurückkehrte, wo er zu Sorja Luhansk wechselte. In seiner ersten Saison bei Sorja kam er zu 30 Einsätzen in der Premjer-Liha. Als Tabellendritter qualifizierte er sich mit dem Klub für die Gruppenphase der UEFA Europa League für die folgende Spielzeit. In dieser kam er in allen sechs Partien der Ukrainer zum Einsatz und gewann unter anderem eine Partie gegen Leicester City, Sorja schied aber in der Gruppenphase aus. In der Liga absolvierte der Defensivspieler in der Saison 2020/21 21 Partien für Luhansk.
Zur Saison 2021/22 wechselte Iwanissenja nach Russland zu Krylja Sowetow Samara.

### Nationalmannschaft
Iwanissenja spielte im Juni 2015 zweimal für die ukrainische U-21-Auswahl. Im November 2019 debütierte er in einem Testspiel gegen Estland für die A-Nationalmannschaft.